# حسن الفار
حسن أحمد الفار (1 يناير 1913 - تاريخ الوفاة غير معلوم) لاعب كرة قدم مصري راحل كان يجيد اللعب في خط الوسط.
لعب طوال مسيرته الرياضية في نادي الزمالك.
هو الأخ الأكبر للشقيقين حسين الفار وشريف الفار.
وهو صاحب الهدف الشهير الذي سجله في مرماه بنهائي كأس مصر 1938 وهو هدف التعادل لإرضاء أخيه حسين الفار لاعب النادي الأهلي وتنتهى المباراة بالتعادل ثم تلعب مباراة جديدة وفيها يسجل حسين الفار هدف في مرماه ليفوز الزمالك بالكأس.
شارك مع منتخب مصر في بطولة كأس العالم 1934 في إيطاليا حيث خرج من الدور الثمن النهائي.

## وصلات خارجية
- حسن الفار على موقع الاتحاد الدولي (مؤرشف)  (الإنجليزية)
- حسن الفار على موقع أوليمبيديا (الإنجليزية)
- هذا سيرة ذاتية